# Richilda Ramberti
Richilda Ramberti (Brescia, 1269 – Mantova, 1319) è stata una nobile italiana.

## Biografia
Della famiglia ghibellina Ramberti, era la figlia del condottiero Ramberto Ramberti (?-1312), podestà di Modena per conto dei Bonacolsi di Mantova e di Margherita di Almerico dei Lavellongo. Premorta al marito Ludovico, lasciò importanti possedimenti a Brescia e a Ferrara, contribuendo alle fortune dei Gonzaga.

## Discendenza
Sposò in prime nozze Luigi I Gonzaga, primo capitano del popolo di Mantova e nacquero tre figli:
- Filippino (m. 1356), condottiero, sposò Anna Dovara;
- Guido, II capitano del popolo di Mantova;
- Feltrino, capostipite dei "Gonzaga di Novellara e Bagnolo".